# 深月久遠
深月 久遠（みづき くおん）は、日本の官能小説家。株式会社フランス書院が2019年に主催した第23回フランス書院文庫官能大賞において特別賞を受賞しデビュー。

## 人物
官能小説家としてのデビューは、2020年2月の『恩返しさせて【通い看護】隣の未亡人、義母、兄嫁が…』である。同作品は第23回フランス書院文庫官能大賞において特別賞に選定された『僕だけの美熟メイド ～お射精いたしましょうか～』が改稿されたものである。

## 著書
- 恩返しさせて【通い看護】隣の未亡人、義母、兄嫁が…（2020年2月、フランス書院文庫）
- お尽くし義母【面倒みさせてください】（2020年10月、フランス書院文庫）
- 妻の母が逆夜這いしてきます（2022年4月、フランス書院文庫）